# Ekaterinburg
Ekaterinburg ili Jekaterinburg (rus. Екатеринбу́рг) je grad u Rusiji u istočnom podnožju planinskog lanca Ural, oko 1700 km istočno od 
Moskve. Nalazi se u Uralskom saveznom okrugu i upravno je središte Sverdlovske oblasti.
Grad se od 1924. do 1991. zvao Sverdlovsk po sovjetskom revolucionaru i političaru Jakovu Sverdlovu. Za vrijeme ruskoga građanskog rata boljševici su 17. srpnja 1918. u Ekaterinburgu strijeljali posljednjeg ruskog cara Nikolu II. i njegovu obitelj. U okolici grada rođen je Boris Jeljcin, prvi predsjednik postsovjetske Rusije, koji je ovdje započeo političku karijeru.

## Povijest
Ekaterinburg je 1723. osnovao Vasilij Tatiščev. Nazvan je prema Katarini, ženi cara Petra Velikog, a kasnijoj ruskoj carici Katarini I. Ekaterinburg je sagrađen u prostoru Urala bogatom rudama, te je bio centar rudarstva. Grad je bio baza za daljnje širenje ruskog utjecaja u Aziji.
Nakon dolaska komunista na vlast je cijela ruska carska obitelj uključujući cara Nikolu II. dovedena u Ekaterinburg i tamo pogubljena. Komunisti su grad nazvali Sverdlovsk prema boljševičkom vođi Jakovu Sverdlovu. Sovjetska vlast provodi brzu industrijalizaciju i u Sverdlovsku je otvorena jedna od najvećih sovjetskih tvornica teške industrije. Tijekom 2. svj. rata su u Sverdlovsk preseljene značajne institucije iz područja pogođenih ratom (uključujući kolekciju muzeja Ermitaž u Lenjingradu). Nakon rata se grad dalje razvija kao industrijski centar i grade se mnoge zgrade u sovjetskom stilu. Nakon pada komunističke vlasti 1991. je vraćeno staro ime Ekaterinburg. 1998. su pronađeni ostaci Nikole II. i carske obitelji, te su svečano sahranjeni u Moskvi.

## Zemljopis
Ekaterinburg je smješten na azijskoj strani planine Ural. U blizini grada prolazi granica Europe i Azije, te se Ekaterinburg smatra poveznicom dvaju kontinenata. Kroz grad teče rijeka Iset. U okolici ima mnogo jezera i raste gusta crnogorična šuma tajga. Jezera Šartaš i Šuvakiš ulaze u prostor grada. Klima je kontinentalna snježno-šumska s kratkim i blagim ljetima i dugim jakim zimama u kojima temperatura padne ispod -45ºC.
Ural je vrlo bogat rudama (posebno ugljenom i željeznom rudom). Rudarstvo je temelj razvoja industrije u gradu. Ekaterinburg je najveći grad na Uralu i značajno cestovno i željezničko čvorište. U Ekatrinburgu transsibirska pruga ulazi u Aziju.

## Znamenitosti
Najznačajnija gradska crkva je Crkva Svih svetih (nazvana još i Crkva u krvi). Sagrađena je na mjestu gdje su pogubljeni car Nikola II. i carska obitelj. Grad je poznat po mnogim kazalištima, posebno je značajan balet i opera. Postoje i mnogi muzeji, najznačajniji je muzej rudarstva s Urala. Ekaterinburški televizijski toranj je jedna od najviših nedovršenih građevina na svijetu (visok 220 m, u planu je da bude preko 400 m).
Grad ima pravilnu strukturu ulica koje se križaju pod pravim kutom. Postoje brojne zgrade tradicionalne socijalističke arhitekture. Rekreacijski centri su jezero Šartaš u istočnom dijelu, jezero Šuvakiš u sjevernom dijelu i umjetno jezero na rijeci Iset u središtu grada.

### Gradovi prijatelji
- Plzeň, Češka
- Wuppertal, Njemačka
- San Jose, SAD
- Guangzhou, Kina
- Genova, Italija
- Ferentino, Italija
- Inchon, Južna Koreja